# تهوم

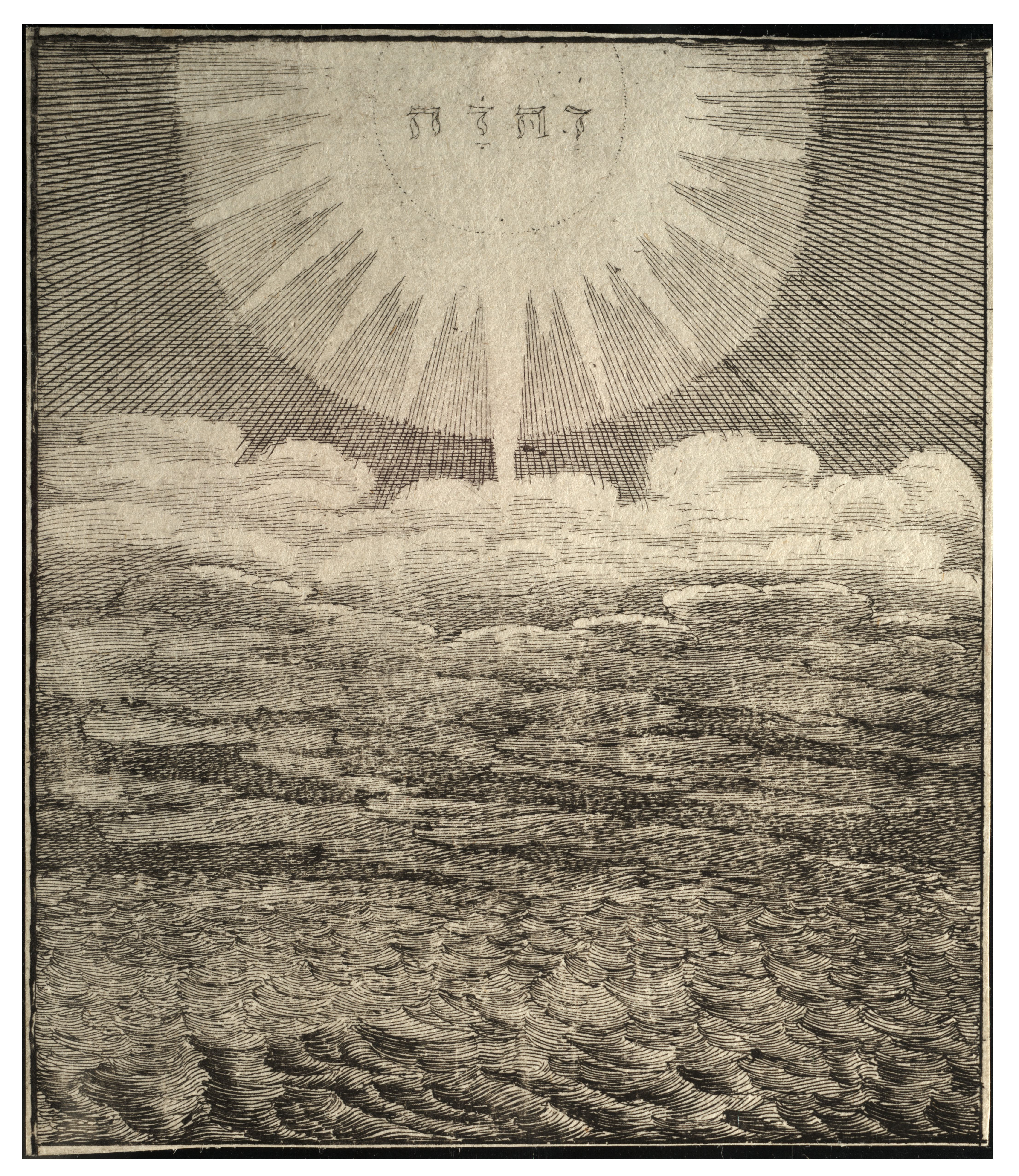
برای توصیف اقیانوس های اولیه و آب های پس از خلقت زمین

تهوم (عبری: תְּהוֹם‎) یک کلمه عبری توراتی کتاب مقدس به معنای «عمیق» است. برای توصیف اقیانوس های اولیه و آب های پس از خلقت زمین استفاده می شود. این ریشه از یک ریشه سامی گرفته شده است که دریا را به عنوان موجودی بدون شخصیت با اهمیت اسطوره ای نشان می دهد.

همچنین از تهوم به عنوان اولین مورد از هفت سکونت دوزخ نام برده می‌شود که با ده کلیفات (به معنای واقعی کلمه پوست‌ها) اغلب به جای  شئول در سنت کابالیستی یهودی ( کابالا) مطابقت دارد.